# Jacinta de Siqueira
Jacinta de Siqueira, född 1680, död 1751, var en brasiliansk plantageägare. 
Hon var ursprungligen själv slav, och fördes till Brasilien som offer för den transatlantiska slavhandeln. I Brasilien frigavs hon av sin älskare och blev som frigiven själv en förmögen slavägare. Hon hyrde ut sina slavar till guldbrytning, och spelade en roll i grundandet av Serro, som växte upp kring hennes egendom.